# Rhyacophila siparantum
Rhyacophila siparantum — вид волохокрилих комах родини Rhyacophilidae. Описаний у 2021 році.

## Назва
Вид названо на честь давньоримського міста Сіпарантум, руїни якого лежать у сучасному місті Печ, яке розташоване неподалік типового місцезнаходження виду.

## Поширення
Ендемік Косово. Дорослі особини Rhyacophila siparantum. були знайдені в період з травня по серпень поблизу невеликого джерела всередині лісистої місцевості. Цей вид, швидше за все, є мікроендеміком гірського масиву Б'єшкет-Немуна, відомого кількома іншими ендемічними видами волохокрильців.